# Rodenburg (Leiden)
Rodenburg of Roomburg was een kasteel in de Nederlandse gemeente Leiden, provincie Zuid-Holland. De naam van het kasteel verwijst naar de middeleeuwse nederzetting Rodanburg die hier  in de 9e eeuw was gelegen.

## Geschiedenis
Het kasteel zou in de eerste helft van de 13e eeuw zijn gebouwd op een plek waar in de 10e of 11e eeuw al houten bebouwing stond. De oudste schriftelijke vermelding van Rodenburg dateert echter uit 1281, toen Floris van Rodenburg ermee werd beleend door de Hollandse graaf Floris V. De belening sprak nog niet van een kasteel: dat gebeurde pas in 1313 toen Floris' schoonzoon Philips van Santhorst, ambachtsheer van Zoeterwoude, met Rodenburg werd beleend. Philips liet het kasteel na aan zijn zoon Hendrik van Santhorst, die in 1336 overleed.

### Verkoop
Hendriks dochter Genephi van Rodenburg erfde het kasteel en de ambachtsheerlijkheid Zoeterwoude. Zij huwde Jan van Egmond van Merenstein met wie zij een dochter kreeg, Elisabeth van Rodenburg, die in 1364 het ambacht en het kasteel ontving. Elisabeth trouwde met Filips van Tetrode, waardoor hij als ambachtsheer van Zoeterwoude kon optreden. Hij verdronk in 1374 of 1375. In 1377 verkocht Elisabeth het ambacht aan Bartholomeus van Raaphorst.

### Gesplitst eigendom
In 1415 kreeg Willem van der Does het kasteel in bezit. Het bezit werd door Willem gesplitst en de helft kwam in bezit van Dirk van Santhorst. Waarschijnlijk heeft het kasteel rond 1420 schade opgelopen vanwege de belegering van Leiden door Jan van Beieren. Hierna is het kasteel weer hersteld.
In 1430 kreeg Dirk van der Does een helft van Rodenburg in handen. Uiteindelijk zouden beide delen in 1458 weer worden samengevoegd toen de families Van der Does en Van Santhorst het kasteel overdroegen aan Floris van Boschuysen.
De familie Van Zwieten Hugensz. verkreeg in 1492 de Rodenburg, maar verkocht het in 1528 aan Jacob Cornelisz die het direct weer doorverkocht aan de familie Gerardsz Hertoge.

### Sloop
In 1574 is het kasteel gesloopt door de stad Leiden om te voorkomen dat de Spanjaarden het konden gebruiken bij de belegering. Het kasteel werd hierna niet meer herbouwd maar het terrein bleef in bezit van de familie Gerardsz Hertoge totdat zij het in 1628 verkocht aan de familie Corsteman.
In de 20e eeuw is het gebied bebouwd met woningen. Hierbij heeft archeologisch onderzoek plaatsgevonden.

## Beschrijving
In 1929, 1939 en 1965 heeft er archeologisch onderzoek plaatsgevonden. Hieruit kwam naar voren dat Rodenburg een stenen woontoren was die in het midden stond van een omgracht, ommuurd kasteelterrein. De woontoren was 9 bij 9 meter groot en had muren van 2,25 meter dikte. In een van de hoeken bevond zich een ronde traptoren. Ook was er een ingebouwde waterput.
In de vierkante muur rondom het terrein is een ronde hoektoren aangetroffen. Het is niet bekend of op de andere drie hoeken ook torens stonden. Binnen de muren zijn sporen gevonden van houten gebouwen. 
Ten zuidwesten van het kasteel lag waarschijnlijk de voorburcht.
Afbeeldingen uit begin 16e eeuw toen een rechthoekig huis met trapgevels. Het uiterlijk van het huis wijst op een verbouwing in de 15e eeuw. Andere afbeeldingen stammen allemaal uit de 18e eeuw - dus ruim na de verwoesting - en laten een groot kasteel zien dat niet overeenkomt met de teruggevonden fundamenten.

## Afbeeldingen

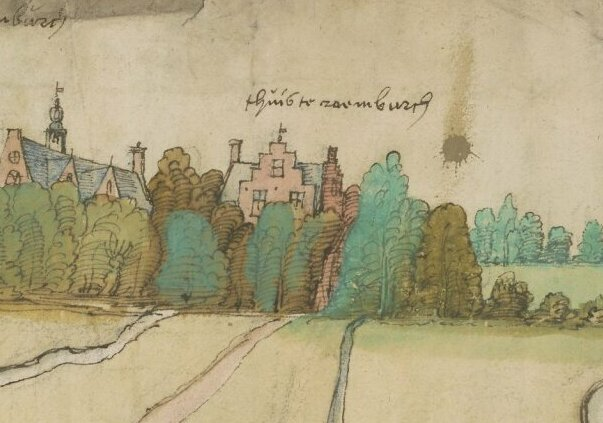
Rodenburg op een kaart uit begin 16e eeuw
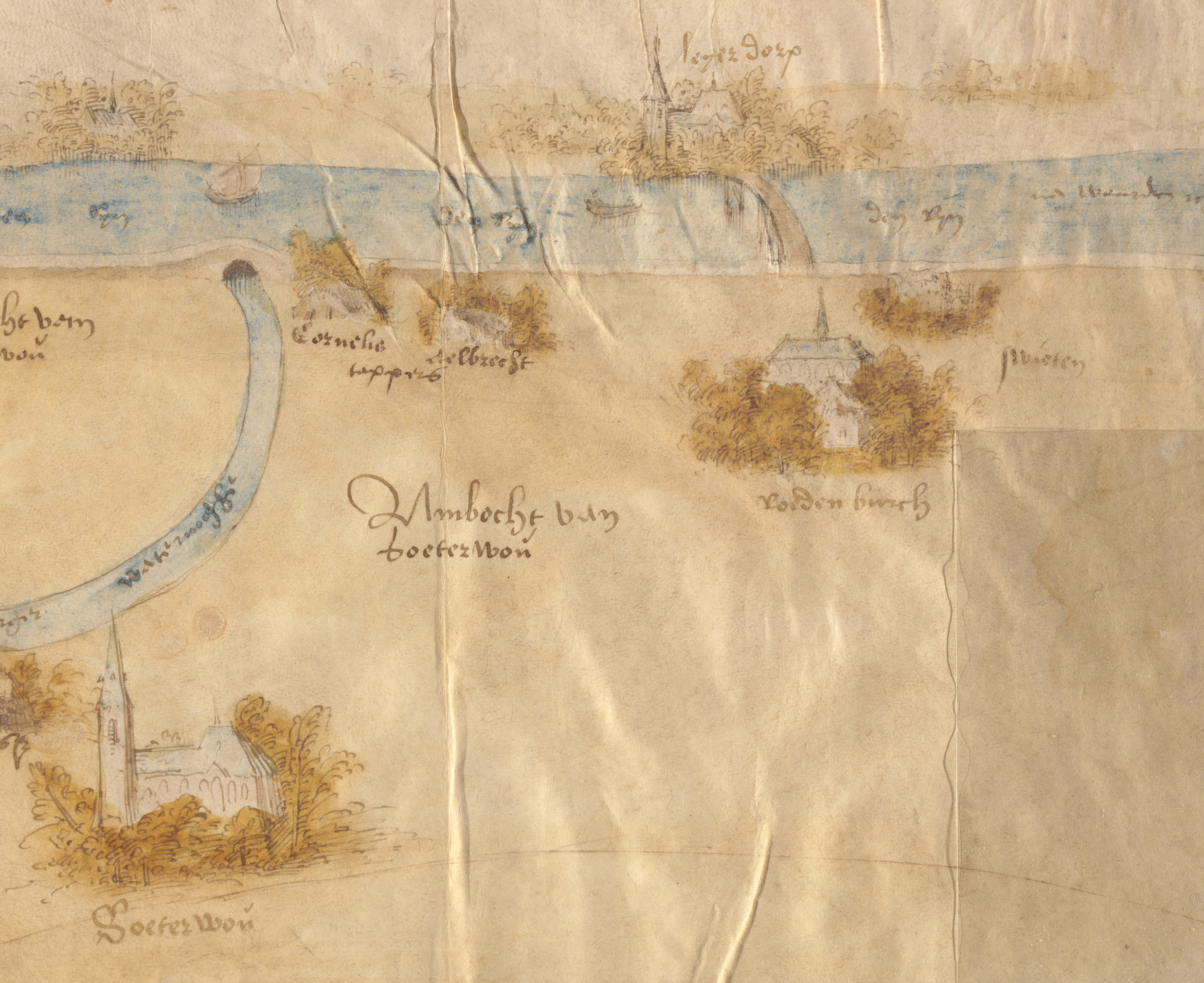
Het ambacht Zoeterwoude met Rodenburg (rechtsboven) in 1522
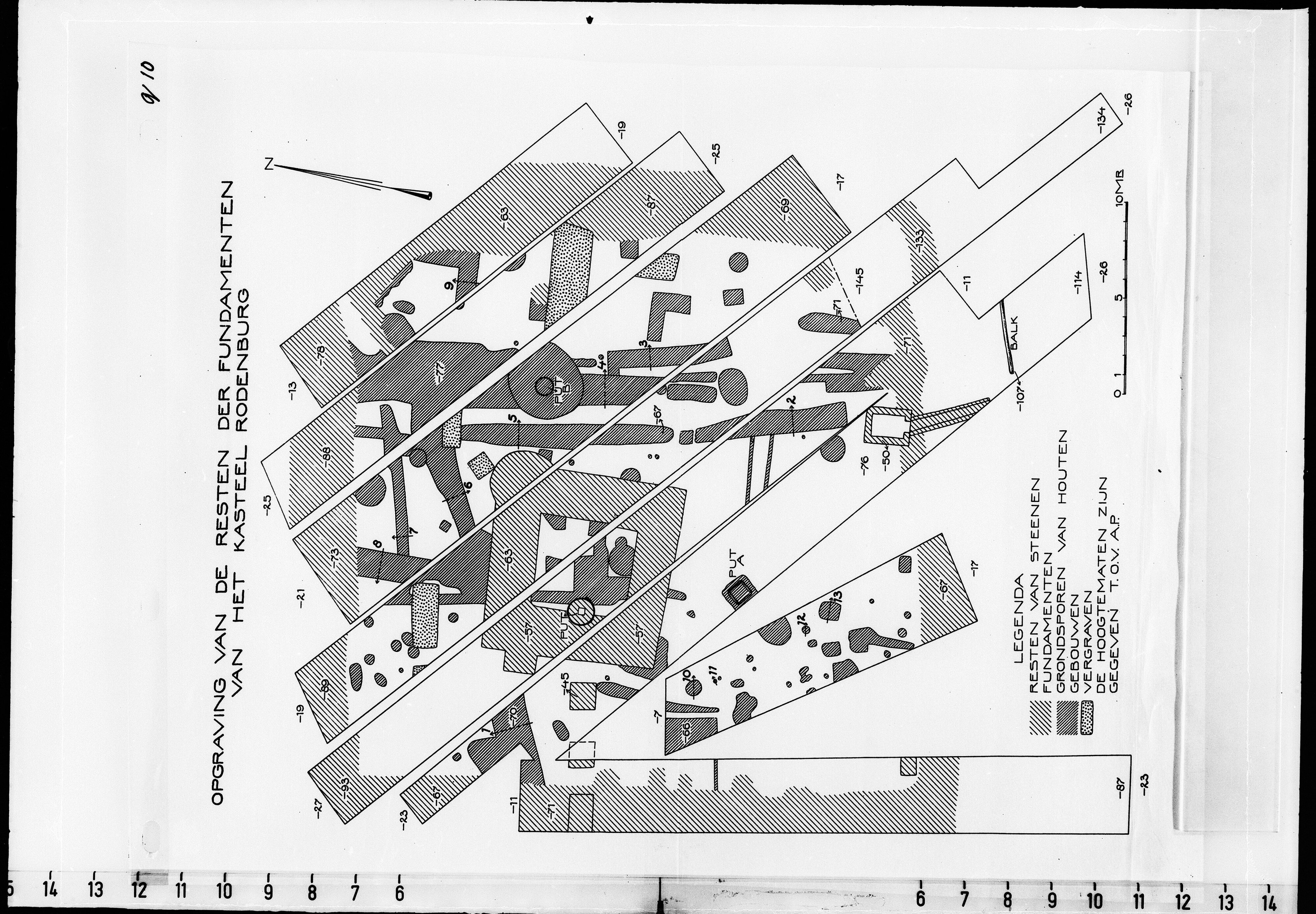
Tekening van de opgegraven fundamenten (1930)
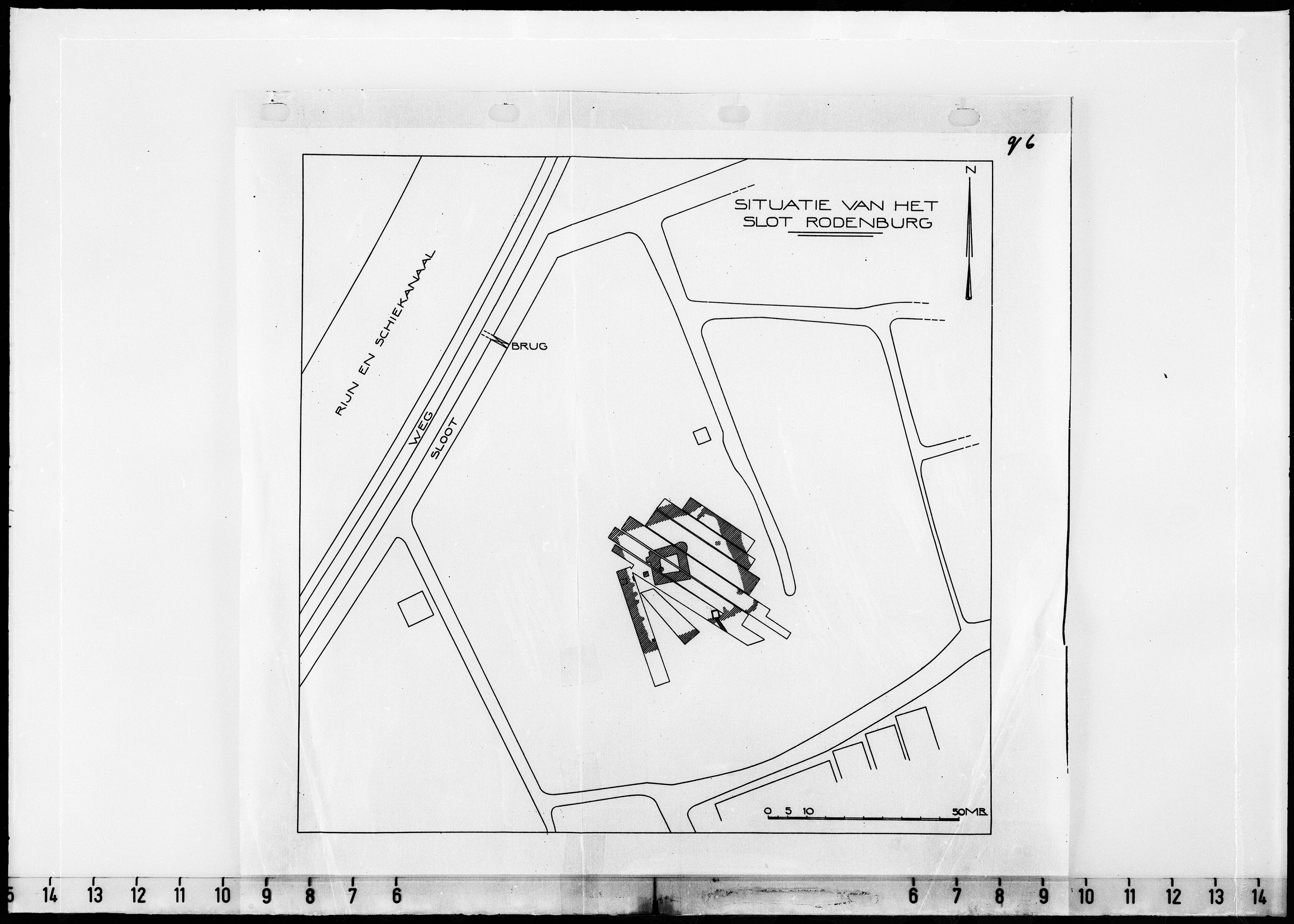
Tekening van de opgegraven fundamenten van Rodenburg (1930)
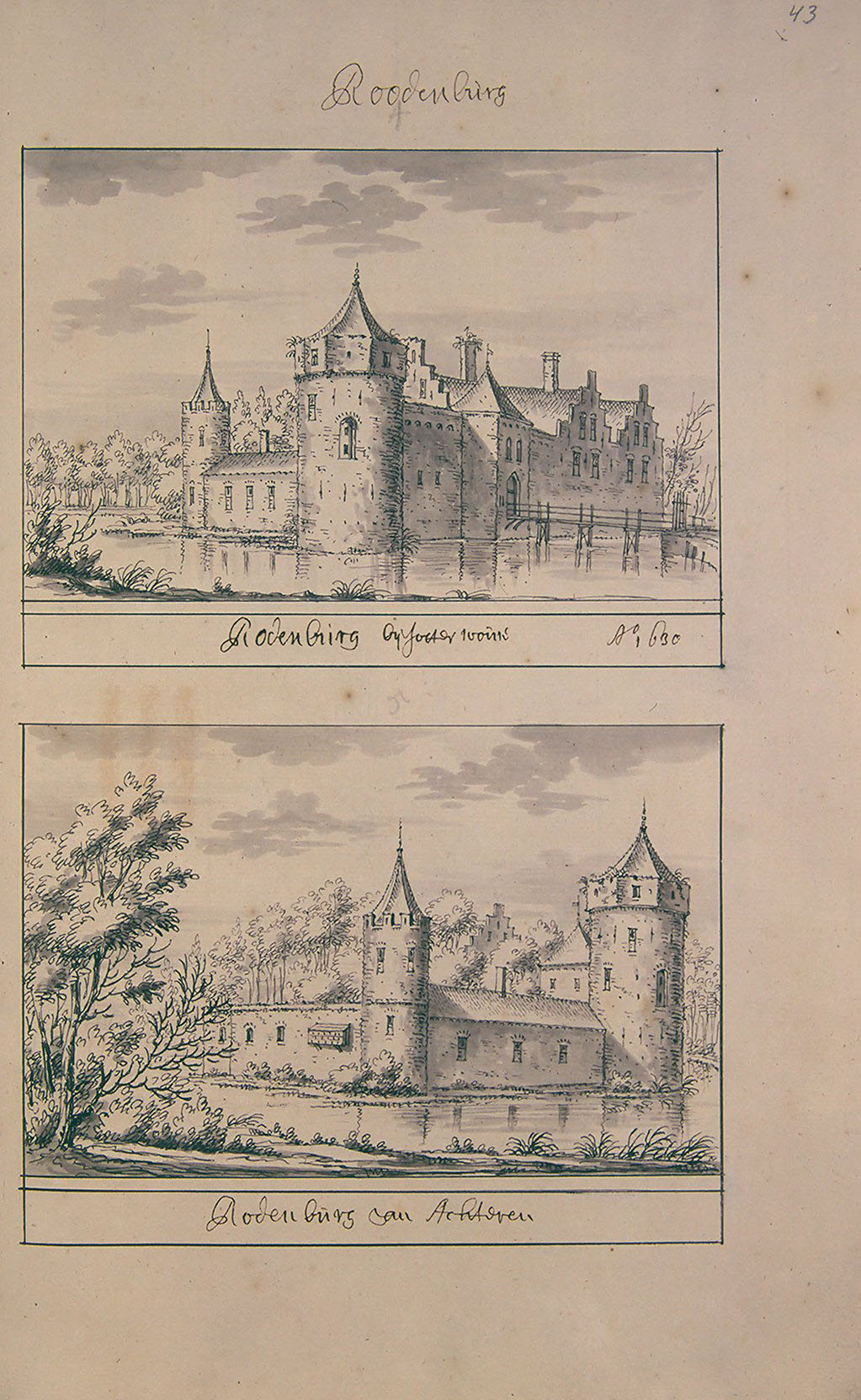
Afbeeldingen uit de Atlas Schoemaker (1710-1735). De betrouwbaarheid van de tekening kan in twijfel worden getrokken.

Abbenbroek · Abspoel · Adegeest · Slot Alkemade ·  Altena · Arkelsburg · Bellesteyn · Huis ten Berghe · Binckhorst · Binnenhof · Blijdestein · Te Blotinghe · Boekenburg · Boekhorst · Boshuysen · Bulgersteyn · Burcht (Leiden) · Burcht (Voorne) · Slot Capelle · Coebel · Cranenburg · Crayestein · Cronesteyn · Crooswijk · Develstein · 't Huys Dever · Dirks Steenhuis · Ter Does · Duivenstein · Duivenvoorde · Endegeest · Endepoel · Foreest · Giessenburg · Gravensteen · Groot Haesebroek · 's Heeraartsberg · Hof van Wateringen · Holy · Slot Honingen · Kasteel van de Heren van Arkel · Kasteel van Gouda · Keenenburg · Kasteel Keukenhof · Klein Poelgeest · Huis te Langerak · Langestein · Huis te Liesveld · Ter Lips · De Loo · Madeburcht · Marenburch · Meerburg · Huis te Merwede · Huis ter Mey · Kasteel van der Meye · Niemandsvriend · Noordeloos · Oud-Berendrecht · Oud-Poelgeest · Oud Teylingen · Paddenpoel · Persijn · Groot Poelgeest · Hof van Putten · Puttensteyn · Landgoed De Raephorst · Kasteel Ravesteyn · Kasteel van Rhoon · Rijnegom · Rijnenburg · Huis te Riviere · Rodenburg · Hofstad Rodenrijs · Rodenrijs · Rosenburgh · Huis Roucoop · Santhorst · Schelluinderberg · Schonenburg · Kasteel van Schoonhoven · Souburgh · Spangen · Starrenburg · Huis ter Specke · Steenvoorde · Stenevelt · Slot Teylingen · Den Toll · Torenvliet · Slot Valckesteyn · Huis ter Waard · Warmont · Ter Weer · Hof van Wena · Kasteel Westerbeek · Huis te Woude · Kasteel van IJsselmonde · 't Zand · Huis Zevender · Kasteel aan de Zevender · Zijlhof · Zonneveld · Huis Zuidwijk · Zwieten